# Storia della Repubblica Italiana (1981-1994)

Emblema della Repubblica Italiana

La storia della Repubblica Italiana dal 1981 al 1994 è quel periodo della storia repubblicana successivo agli anni di piombo caratterizzato dal punto di vista politico dai governi sostenuti dal pentapartito e terminato col disfacimento del sistema partitico che ha plasmato la prima repubblica. I numerosi scandali politici e finanziari avvenuti in questo periodo hanno fatto in modo che venisse denominato nel lessico giornalistico di Indro Montanelli come gli anni di fango, locuzione usata per la prima volta nell'omonimo volume della Storia d'Italia.

## I primi anni ottanta (1981-1983)

### I governi Spadolini e l'ascesa di Craxi

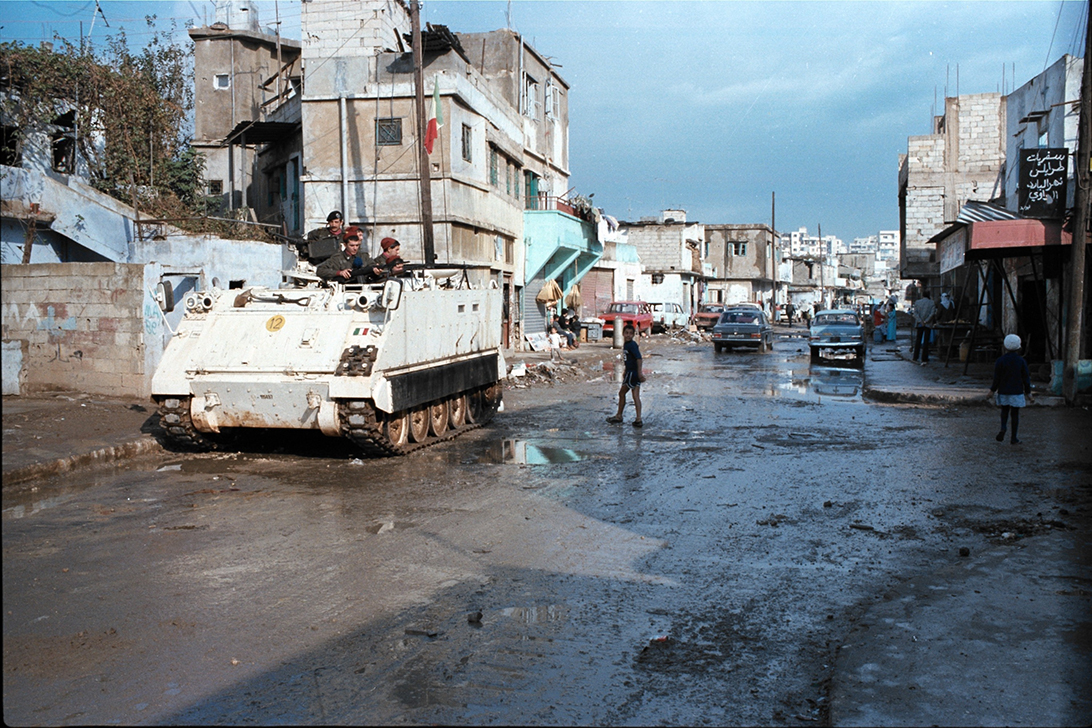
Le truppe del 2º Battaglione Bersaglieri "Governolo" in pattugliamento con la Forza Multinazionale in Libano nel 1982

All'inizio deli anni Ottanta la Democrazia Cristiana (DC) si ritrovò logorata dalla gestione degli "anni di piombo" e dalle lotte intestine dovute alla fine del "compromesso storico". Con lo scandalo scaturito dalla scoperta della loggia massonica P2 il 26 maggio 1981 cadde il governo Forlani, aprendo così di fatto una crisi istituzionale. In questo contesto, il Presidente della Repubblica Sandro Pertini nominò alla Presidenza del Consiglio il segretario nazionale del Partito Repubblicano Italiano (PRI) Giovanni Spadolini che divenne così il primo capo di governo non democristiano dalla nascita della Repubblica Italiana. Il primo governo Spadolini si insediò il 28 giugno 1981 inaugurando la formula del pentapartito, un'alleanza che includeva oltre alla DC e al PRI anche il Partito Socialista Italiano (PSI) di Bettino Craxi, il Partito Liberale Italiano (PLI), il Partito Socialista Democratico Italiano (PSDI). In risposta allo scandalo della P2 il governo, in accordo con la presidenza della Repubblica, sostituì i vertici dell'esercito e dei servizi segreti, inoltre fu insediata una commissione parlamentare d'inchiesta presieduta da Tina Anselmi e nel gennaio del 1982 fu approvata una legge per la soppressione della P2 e l'inasprimento dei controlli sulle associazioni segrete. Sul piano economico il governo mantenne sostanzialmente invariata la spesa pubblica, mentre l'inflazione scese dal 20% al 16%. A livello internazionale il governo concesse alla NATO la riattivazione della base missilistica di Comiso nell'agosto del 1981, provocando la protesta segretario del PCI siciliano Pio La Torre. Un ulteriore segno del rafforzamento dei legami militari con i paesi NATO si ebbe nell'agosto del 1982, quando il governo inviò per la prima volta dalla fine della seconda guerra mondiale un contingente militare all'estero nella Missione Italcon Libano, partecipando in cooperazione con la Forza Multinazionale di Francia, Stati Uniti e Regno Unito alle operazioni di peacekeeping nella guerra del Libano. 
 

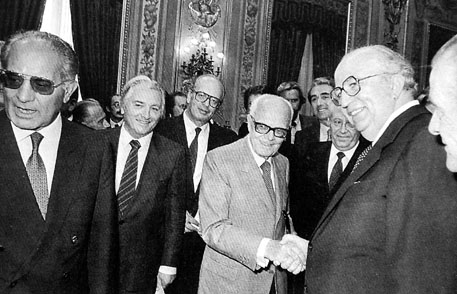
Sandro Pertini con Giovanni Spadolini all'insediamento del nuovo governo il 23 agosto 1982

La mancata approvazione di un decreto sulle agevolazioni fiscali a favore dei petrolieri proposto dal ministro delle finanze, il socialista Rino Formica, provocò il 7 agosto 1982 le dimissioni del governo. La crisi si risolse rapidamente e nell'arco di due settimane si insediò il secondo governo Spadolini, detto anche "governo fotocopia" in quanto ricalcava fedelmente la composizione del precedente. Si trattò però di un governo molto debole e dopo un ulteriore incremento del contingente militare in Libano a novembre Spadolini si dimise. La causa delle dimissioni fu la "lite delle comari", uno scontro relativo alla separazione tra Ministero del tesoro e la Banca d'Italia che coinvolse il ministro delle finanze, il socialista Rino Formica, e il ministro del tesoro, il democristiano Beniamino Andreatta. Il 1º dicembre 1982 si insediò allora il quinto governo Fanfani, a guida DC era sostenuto da PSI, PLI e PSDI, ma non dal PRI ancora irritato dalla caduta del governo Spadolini. Fanfani rimase in carica solamente fino al 29 aprile, quando in seguito al ritiro della delegazione del PSI il Presidente della Repubblica annunciò per il 26 giugno 1983 elezioni anticipate. 

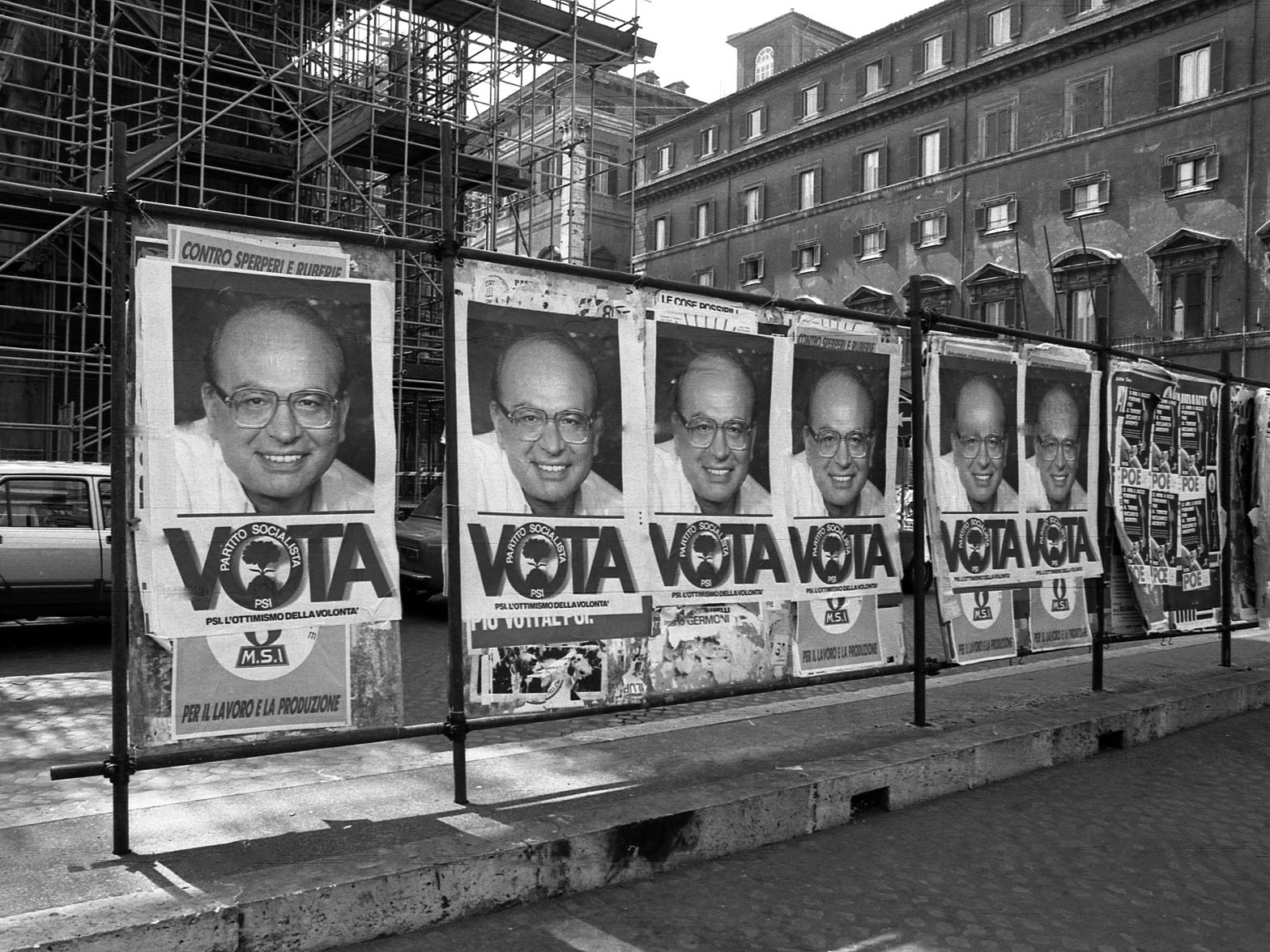
Bettino Craxi sui manifesti per le elezioni del 1983

Alle elezioni del 1983 il PSI si presentò profondamente rinnovato dalla figura di Bettino Craxi. Esponente quarantenne della corrente minoritaria degli autonomisti, Craxi ascese nel 1976 alla segreteria del PSI con l'intenzione di risollevare le sorti del partito che allora si trovava ai minimi storici, stretto nella tenaglia del tentativo di compromesso storico tra la DC e il PCI. Nei primi anni della sua segreteria allontanò in maniera sempre più marcata il PSI dal PCI di Enrico Berlinguer nell'ottica di una riproposizione del socialismo liberale; il primo atto di quest'offensiva fu uno scritto pubblicato nell'agosto del 1978 su L'Espresso in cui criticava l'ideologia marxista-leninista a cui il PCI era ancora legato. Nello stesso anno Craxi riuscì a far eleggere alla Presidenza della Repubblica Sandro Pertini, uomo della vecchia guardia del PSI che durante il suo mandato propose un riavvicinamento dei cittadini alle istituzioni, mostrando il lato umano della politica specialmente negli eventi più seguiti dall'opinione pubblica come l'incidente di Vermicino e la vittoria della nazionale nella finale del campionato mondiale di calcio 1982; per il suo carisma, il suo modo di fare schietto e ironico Pertini fu definito "il presidente più amato dagli italiani".
La DC invece si presentò alle elezioni fortemente indebolita dagli eventi incorsi durante la segretaria di Flaminio Piccoli, il quale nel maggio del 1982 rassegnò le dimissioni. Alla corsa per la segreteria si presentarono per l'ala destra Arnaldo Forlani, sostenitore di una collaborazione più organica con il PSI, mentre per la sinistra Criaco De Mita, sostenitore del compromesso col PCI. Con l'elezione di De Mita la nuova segreteria tentò di riavvicinare la DC alla società civile e al mondo cattolico oltre a svecchiarne la classe dirigente. Nonostante i tentativi di riammodernamento, alle elezioni del 26 giugno 1983 la DC perse oltre cinque punti percentuali raggiungendo il suo minimo storico, i voti persi dai democristiani si riorientarono verso il PSI, il PRI e il Movimento Sociale italiano (MSI), mentre il PCI subì una lieve flessione. La DC perse così la sua funzione di guida politica del paese, aprendo la strada a Bettino Craxi che il 4 agosto 1983 fu nominato Presidente del Consiglio.

### La crescita delle organizzazioni criminali

Vito Ciancimino al momento del suo arresto nel 1984

A partire dagli anni Settanta le inchieste della French Connection colpirono duramente il clan dei marsigliesi che perse quindi il monopolio sui traffici di eroina in favore della mafia siciliana. La mafia siciliana, anche chiamata cosa nostra, diventò quindi il principale attore mondiale nel processo di raffinazione dell'eroina acquistando la materia prima nei paesi orientali, per poi raffinarla in Sicilia e quindi distribuirla in Europa e Nord America riciclando i notevoli profitti ottenuti. In questa situazione così favorevole, cosa nostra riuscì inoltre ad instaurare attraverso il voto di scambio profondi legami con la politica siciliana e tramite figure di spicco della DC locale quali Salvo Lima e Vito Ciancimino, incrementando come mai prima d'ora l'infiltrazione mafiosa negli appalti pubblici e le speculazioni edilizie (tra quelle di maggiore impatto si cita il sacco di Palermo). In questo periodo la mafia siciliana iniziò anche ad intessere rapporti con la camorra campana, ma alcuni clan per evitare l'eccessiva egemonia dei siciliani si coalizzarono sotto la guida di Raffaele Cutolo nella Nuova Camorra Organizzata che diede inizio nei primi anni Ottanta a una sanguinosa faida verso i clan della Nuova Famiglia, favorevoli invece alla collaborazione. In Calabria la 'ndrangheta nonostante un progressivo inserimento nel business del traffico di droga, mantenne come sua attività principale quella dei sequestri di persona spesso impiegati per mantenere attivo il racket verso l'imprenditoria locale e per distogliere le indagini dalle attività più lucrative dell'organizzazione.

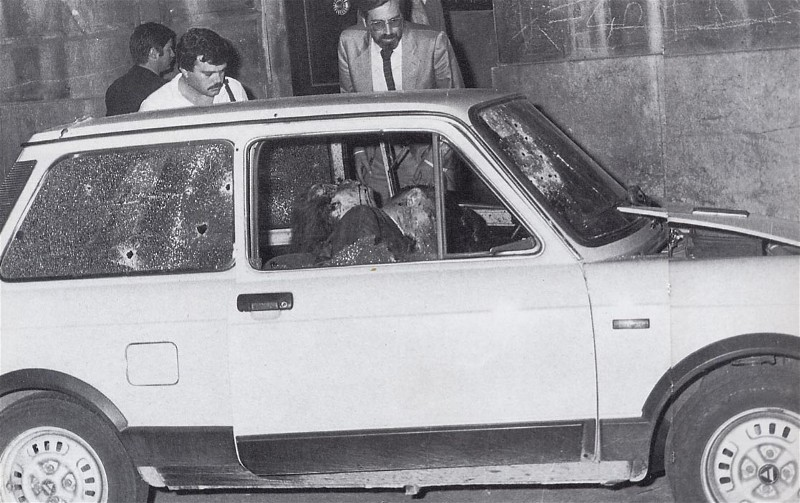
L'auto con il generale dalla Chiesa, sua moglie e l'agente di scorta Domenico Russo subito dopo la strage del 3 settembre 1982

I mutamenti in atto interessarono anche la gerarchia interna delle cosche mafiose, con la seconda guerra di mafia scoppiata nel 1981 il clan dei Corleonesi, comandato dai boss Salvatore Riina, Leoluca Bagarella, Bernardo Provenzano e Luciano Liggio, riuscì ad imporsi sulle famiglie di Stefano Bontate e Salvatore Inzerillo inaugurando una nuova strategia di attacco verso le istituzioni. Tra le prime vittime di questa nuova condotta vi fu nel 1979 il capo della Squadra mobile di Palermo Boris Giuliano, mentre l'anno successivo toccò al Presidente della Regione Siciliana Piersanti Mattarella, all'ufficiale dei Carabinieri Emanuele Basile e al magistrato Gaetano Costa. In risposta a questi tragici avvenimenti il 3 aprile 1982 il generale dei carabinieri Carlo Alberto dalla Chiesa, già attivo nella lotta al terrorismo, fu nominato prefetto di Palermo. Alla sua nomina seguì un incremento della violenza mafiosa che non lesinò dal colpire anche le istituzioni: il 30 aprile fu ucciso il segretario regionale del PCI Pio La Torre e il 3 settembre lo stesso generale dalla Chiesa fu assassinato insieme alla scorta nella strage di via Carini. Il 13 settembre 1982 fu approvata legge Rognoni-La Torre, una legge ideata dal comunista Pio La Torre e dal democristiano Virginio Rognoni contenente le prime misure relative alla prevenzione del fenomeno mafioso. Nel frattempo il capo dell'Ufficio Istruzione di Palermo Rocco Chinnici con la collaborazione di Giovanni Falcone, Paolo Borsellino e Giuseppe Di Lello, portò avanti l'idea di costituire un gruppo di magistrati che si occupasse delle attività mafiose, il pool antimafia; l'idea fu poi concretizzata da Antonino Caponnetto, subentrato a Chinnici dopo che quest'ultimo fu assassinato il 29 luglio 1983.

## I governi Craxi (1983-1987)

### L'affermazione del pentapartito e il declino del PCI

Riunione del Consiglio di gabinetto con la presenza del Presidente del Consiglio Bettino Craxi

Il primo governo Craxi consolidò definitivamente la coalizione del pentapartito includendo importanti personalità dei partiti alleati tra i ministri: Arnaldo Forlani, Giulio Andreotti, Oscar Luigi Scalfaro, Mino Martinazzoli per la DC, il segretario del PRI Giovanni Spadolini, quello del PSDI Pietro Longo e successivamente anche quello del PLI Valerio Zanone. La partecipazione dei partiti al governo fu rafforzata dalla creazione del Consiglio di gabinetto, un organo composto dal vicepresidente del Consiglio e da sette ministri scelti per l'importanza del ministero assegnato o per il ruolo assunto nel partito di appartenenza. Questo nuovo assetto politico, inserito nel contesto del definitivo fallimento del compromesso storico tra la DC e il PCI, incrementò l'importanza dei piccoli partiti del centro (PRI, PLI e PSDI) assolutamente necessari per garantire la maggioranza al governo. La coalizione del pentapartito si impose non solo a livello nazionale, ma anche regionale e comunale provocando la fine delle giunte di coalizione con il PCI, anche se nei comuni dove erano impossibili maggioranze alternative le alleanze tra PCI e PSI sopravvissero. La forte unione della coalizione di governo consentì nel 1985 l'elezione alla Presidenza della Repubblica al primo scrutinio del democristiano Francesco Cossiga, candidatura sostenuta anche dal PCI.

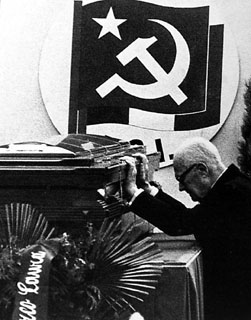
Sandro Pertini ai funerali di Berlinguer il 13 giugno 1984

Con il proposito di combattere l'inflazione, il governo Craxi si adoperò per ridurre ulteriormente la scala mobile, un meccanismo di adeguamento automatico dei salari in relazione all'aumento del costo della vita su cui il governo precedente era già intervenuto nel 1983 con l'accordo Scotti in intesa con la Confindustria e la Federazione CGIL, CISL, UIL. Il 14 febbraio 1984 il governo Craxi, pur non avendo raggiunto l'intesa con la CGIL, emanò il cosiddetto "decreto di San Valentino" che fu presto convertito in legge nonostante l'opposizione del PCI. La CGIL in collaborazione con il PCI organizzò immediatamente una serie di manifestazioni che culminarono con la partecipazione di oltre 700000 lavoratori a Roma il 24 marzo 1984; un ulteriore tentativo per tornare al regime precedente fu l'adesione del PCI e della CGIL al referendum abrogativo della legge proposto dalla Democrazia Proletaria. L'opposizione comunista fu però sconvolta nel giugno del 1984 dalla morte prematura del segretario del PCI Enrico Berlinguer, colpito da un aneurisma durante un comizio in vista delle imminenti elezioni europee; la commozione per la morte di Berlinguer spinse il PCI in quelle elezioni a superare la DC facendolo diventare momentaneamente il primo partito. Alessandro Natta, figura di mediazione tra le varie anime del PCI, fu il nuovo segretario che condusse il partito al referendum tenutosi l'anno dopo nel giugno del 1985 che si risolse però con una sconfitta inaspettata per il PCI; quest'ultimo, ritrovandosi isolato e senza più il carisma di Berlinguer, da allora si avviò verso una lenta e inesorabile perdita di consensi.

### Le relazioni internazionali

La firma dell'accordo di villa Madama il 18 febbraio 1984

Sul piano delle relazioni bilaterali con la Santa Sede Bettino Craxi si impegnò a concludere l'annosa riforma dei Patti Lateranensi sottoscritti in epoca fascista. Il 1º dicembre 1983, a soli quattro mesi dal suo insediamento, Bettino Craxi diede inizio alle trattative con il segretario di Stato della Santa Sede Agostino Casaroli, basandosi sull'ultima bozza elaborata durante i venti anni di attività dalla commissione parlamentare presieduta da Guido Gonella. Con l'approvazione dell'accordo da parte del Senato e del Consiglio dei ministri, il 18 febbraio 1984 venne varata con riforma con la firma dell'accordo di villa Madama. In seguito agli accordi la religione cattolica perse ufficialmente lo status di religione di Stato, l'insegnamento della religione cattolica divenne facoltativo e venne introdotto un nuovo metodo di sostentamento della confessioni religiose, l'otto per mille.

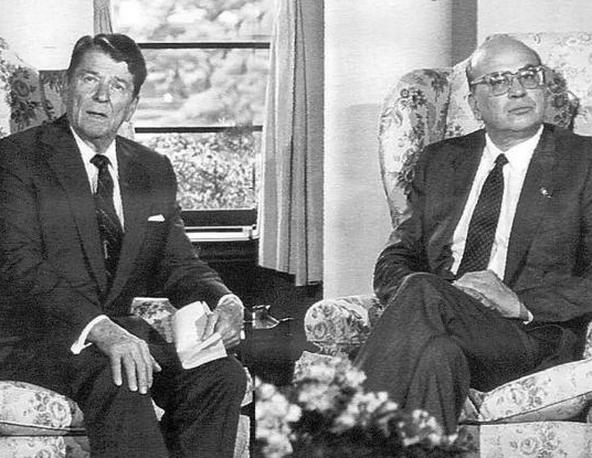
Incontro tra Bettino Craxi e Ronald Reagan alla Casa Bianca

Sul versante delle relazioni internazionali il governo Craxi da un lato rafforzò i legami dell'Italia con la NATO, proseguendo il progetto di installazione delle nuove testate nucleari, ma dall'altro mantenne una politica filoaraba nel conflitto arabo-israeliano, spalleggiato in questa sua posizione dal ministro degli esteri Giulio Andreotti. Nell'ottobre del 1985 in occasione del dirottamento dell'Achille Lauro da parte di un gruppo palestinese guidato da Abu Abbas, Craxi rivendicò la giurisdizione italiana prendendo in consegna i sequestratori contro il parere statunitense e innescando così la crisi di Sigonella. In seguito agli attacchi agli aeroporti di Roma e Vienna del 27 dicembre 1985 e l'accusa da parte di Ronald Reagan alla Libia di Muʿammar Gheddafi di proteggere i gruppi terroristici palestinesi, il 15 aprile 1986 la United States Air Force bombardò Tripoli nell'Operazione El Dorado Canyon provocando la reazione delle forze libiche che sferrarono un attacco missilistico contro un'installazione militare a Lampedusa. Anche in questa occasione il governo Craxi assunse una posizione filoaraba inviando una lettera di protesta dalla Libia, ma comunque condannando il bombardamento statunitense.

### La crescita economica e il debito

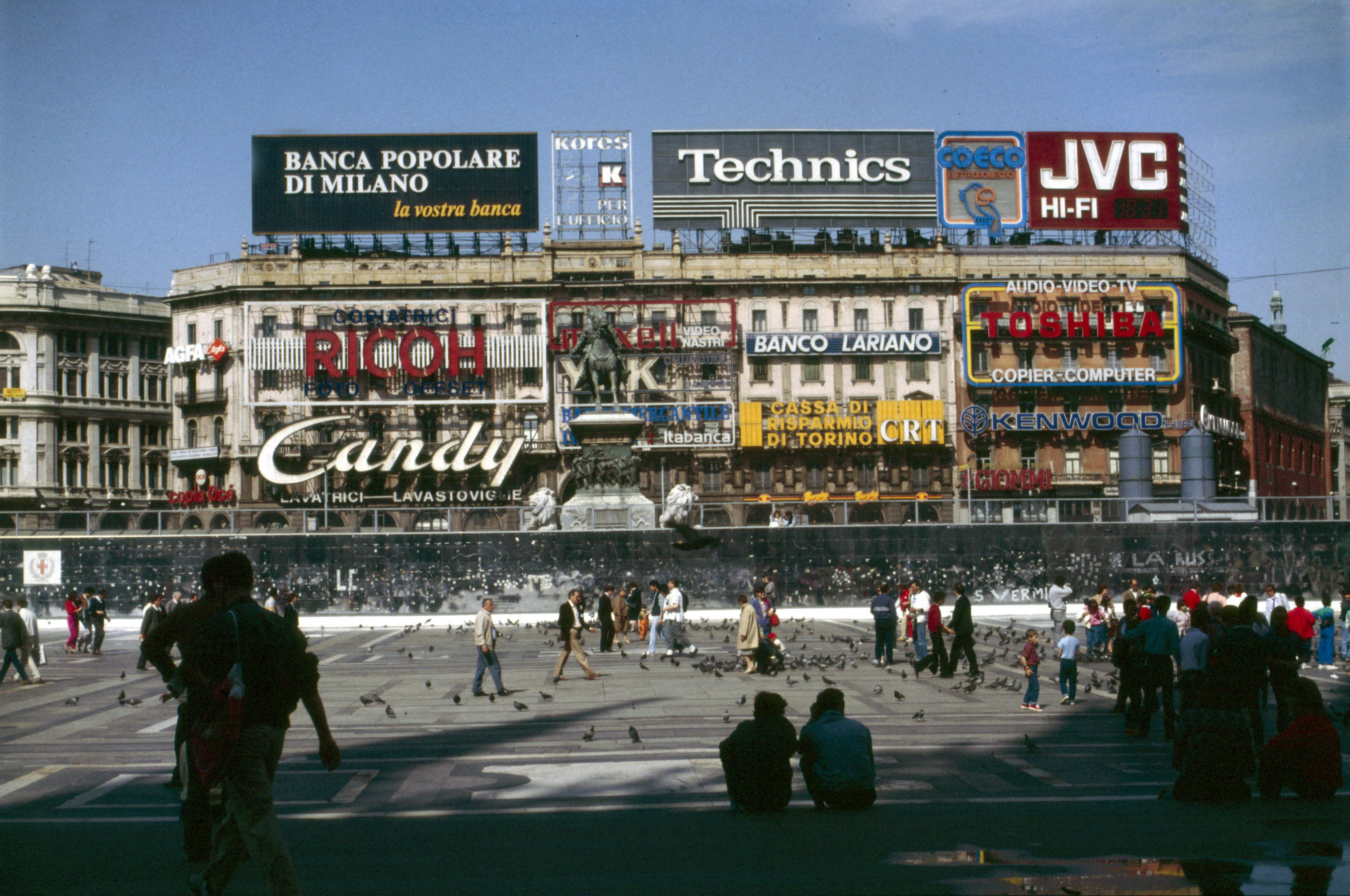
Insegne pubblicitarie in piazza del Duomo a Milano nel 1985

In seguito alla recessione dei primi anni Ottanta l'economia italiana durante il governo Craxi ebbe una sostanziale ripresa in tutti i suoi settori, possibile grazie alla favorevole congiuntura economica internazionale dovuta al buon andamento delle economie occidentali e dal crollo del prezzo del petrolio. A livello nazionale aumentarono gli investimenti esteri, sospinti dal declino del terrorismo, dalla maggiore stabilità politica e dalla diminuzione del potere sindacale tradizionale in modo analogo a quanto già avvenuto col thatcherismo nel Regno Unito e con la reaganomics negli Stati Uniti d'America. In questo periodo ci fu una crescita significativa del PIL italiano e netto calo dell'inflazione che portò l'Italia ad affermarsi come la quinta potenza economica mondiale col "sorpasso" del Regno Unito. In questa generale situazione di benessere per le classi sociali più abbienti si affermò a livello sociale l'ostentazione della ricchezza tramite il fenomeno degli yuppie e dei paninari della Milano da bere. 

Il presidente dell'IRI Romano Prodi nel 1985 con il ministro Luigi Granelli

Favorita dal basso cambio con il dollaro la bilancia commerciale dell'Italia tornò positiva; le aziende italiane aumentarono l'export verso l'estero trascinate dalla moda e dai prodotti alimentari di consumo made in Italy. Le aziende italiane furono anche interessate da un processo di efficientamento del personale da cui conseguì un aumento della disoccupazione e la nascita delle nuove sigle sindacali autonome Cobas. Tra il 1982 e il 1987 la Borsa Italiana incrementò la sua capitalizzazione di circa quattro volte attirando per la prima volta gli investimenti da parte dei privati. Anche l'industria pubblica subì una forte ripresa, a partire dal 1982 la presidenza dell'IRI fu affidata a Romano Prodi che efficientò il gruppo pubblico e privatizzò l'Alfa Romeo riuscendo a chiudere il bilancio in pareggio per la prima volta dagli anni Sessanta. All'IRI Prodi tentò nel 1985 anche vendita della SME al gruppo CIR di Carlo De Benedetti, ma venne ostacolato dal governo di Bettino Craxi che bloccò l'operazione organizzando una cordata tra le società guidate da Pietro Barilla, Michele Ferrero e Silvio Berlusconi.
Nonostante i successi economici la finanza pubblica fu minata da un importante deficit (anche del 10-11% sul PIL), dall'importante aumento del rapporto debito/PIL e il conseguente aumento della spesa per gli interessi. Complessivamente diminuì anche la spesa pubblica relativa allo stato sociale senza che però vi fosse un reale efficientamento, mentre crebbe la spesa pensionistica sostenuta dal fenomeno delle baby pensioni. Dal punto di vista monetario si discusse, senza portarla a termine, l'introduzione della lira pesante (1000 "lire vecchie" per 1 "lira nuova") in modo da avvicinare il modulo della lira a quello delle altre maggiori valute occidentali. Dal lato fiscale invece il ministro delle finanze Bruno Visentini si adoperò per combattere la diffusa evasione nelle piccole imprese, ma le proteste dei commercianti e l'opposizione della DC e del PSDI provocarono il deciso ridimensionamento della proposta.

### Silvio Berlusconi e i mass-media

Silvio Berlusconi e Mike Bongiorno a Superflash, programma in onda su Canale 5 tra il 1982 e il 1985

A partire dal 1971 con il lancio Telebiella, il monopolio televisivo della RAI venne affiancato dalla presenza di nuove emittenti televisive private di rilevanza regionale che in assenza di precisi regolamenti iniziarono ad occupare le frequenze radiotelevisive disponibili. Nel nuovo settore delle emittenti private si inserì già dal 1973 Silvio Berlusconi con Telemilano, un'emittente via cavo inizialmente destinata al complesso di Milano 2 da lui edificato che in pochi anni assunse prima rilevanza regionale e poi nazionale. Nel 1980 Telemilano si collegò con altre ventitré emittenti trasmettendo in contemporanea su gran parte del territorio nazionale I sogni nel cassetto, un quiz presentato dell'ex conduttore RAI Mike Bongiorno e ponendo così le basi per la nascita di Canale 5 e con l'acquisto di Italia 1 nel 1983 e di Rete 4 l'anno successivo Silvio Berlusconi divenne l'unico diretto concorrente della RAI. Nel frattempo la riforma della RAI del 1975 portò alla lottizzazione dell'emittente pubblica tra la DC il PSI e il PCI e alla sua sostanziale trasformazione da servizio pubblico a rete commerciale.

Silvio Berlusconi con Bettino Craxi nel 1984

Nel 1984 in questa situazione di deregolazione i pretori del Lazio, del Piemonte e dell'Abruzzo oscurarono nelle proprie aree di competenza le trasmissioni della Fininvest di Silvio Berlusconi, ma grazie alla personale amicizia dell'imprenditore con Craxi, il governo emanò il cosiddetto decreto Berlusconi consentendo alla Fininvest di continuare a operare in regime di duopolio con la RAI. I principali quotidiani nazionali erano invece per lo più schierati contro i socialisti, in particolare La Repubblica, giornale fondato nel 1976 da Eugenio Scalfari e di proprietà di Carlo De Benedetti, imprenditore vicino alla sinistra democristiana. Per questa ragione nel giugno del 1988 durante scontro tra Berlusconi e De Benedetti per il possesso dell'Arnoldo Mondadori Editore, il cosiddetto "lodo Mondadori", Craxi appoggiò il primo con il sostegno alla legge Mammì escludendo di fatto il secondo dal mercato televisivo.

## La crisi del sistema politico (1987-1992)

### La sfida tra Craxi e De Mita

Marcia antinucleare contro la centrale nucleare Enrico Fermi due settimane dopo il disastro di Černobyl

Per evitare che il PSI si logorasse nella forzata alleanza col centro che gli sottraeva visibilità a sinistra, come avvenuto sin dagli anni Sessanta, Craxi diede vita a una politica movimentista di piazza antagonista alla DC, trasferendo di fatto all'interno del governo quella che avrebbe dovuto essere una contrapposizione dialettica tra maggioranza e opposizione. Insofferente verso questa strategia, a maggio la DC tramite i suoi franchi tiratori iniziò a far mancare i numeri al governo provocandone le dimissioni il 26 giugno 1986. Nelle trattative per la nascita del nuovo esecutivo la crescente rivalità tra Craxi e De Mita si risolse con il patto della staffetta, un accordo che prevedeva di traghettare il Paese alla naturale scadenza della legislatura prima tramite un governo socialista, che alla metà del periodo sarebbe stato sostituito da uno a guida democristiana. Nacque su così questi deboli presupposti il secondo governo Craxi, ma le tensioni tra la DC e il PSI non si attenuarono: a livello locale si diffusero sempre più le giunte costituite dalla coalizione tra DC e PCI e anche ai referendum del 1987, sui quali il PSI era favorevole, la DC non esternò una posizione unitaria. Sulla scia emotiva del caso Tortora e del disastro di Černobyl' al referendum furono approvate sia la punibilità civile dei magistrati, poi normata dalla legge Vassalli, sia il sostanziale abbandono della produzione di energia nucleare in Italia alla quale si opposero solamente il PLI, il PRI e l'MSI. La mancata disponibilità di Craxi a proseguire il patto della staffetta portò alla nascita del sesto governo Fanfani, un monocolore democristiano di natura transitoria in vista di nuove elezioni anticipate, votato in segno di protesta dal PSI e dal Partito Radicale, sul quale invece la DC si astenne.

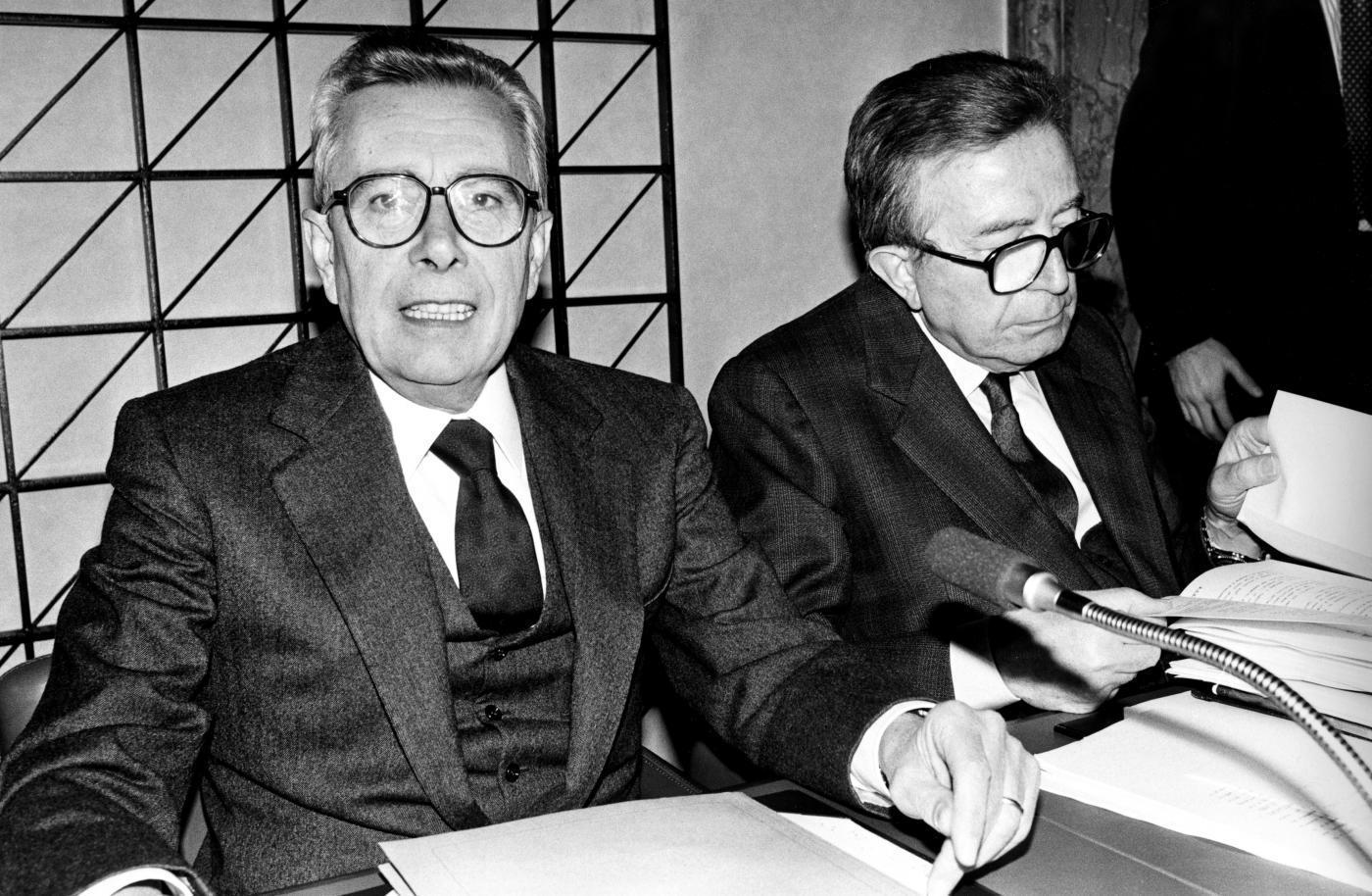
Arnaldo Forlani e Giulio Andreotti al congresso della DC del 1989

Alle elezioni del 14 giugno 1987 ad ottenere i maggiori consensi furono la DC e PSI, mentre e si affermarono la Federazione delle Liste Verdi e il Partito Radicale. Il declino dei consensi interessò invece i partiti centristi tradizionali e le opposizioni che in quel periodo rinnovarono la loro segreteria senza però rivedere la loro ideologia storica: il PCI sostituì alla sua guida Achille Occhetto, mentre l'MSI Gianfranco Fini. Il veto di Craxi portò alla nascita del governo Goria che sotto l'incessante azione dei franchi tiratori fu costretto in meno di un anno a rassegnare le dimissioni ponendo così finalmente le basi per la nascita del governo De Mita. Craxi sfruttò il malcontento di diversi settori della DC, contrari al doppio incarico di De Mita a segretario del partito e presidente del Consiglio, formando contro di lui una solida alleanza con Giulio Andreotti e Arnaldo Forlani, esponenti della destra democristiana; l'alleanza fu ribattezzata CAF dalle iniziali dei cognomi dei tre protagonisti. Nonostante le insidie De Mita tentò attraverso Roberto Ruffilli di coinvolgere il PCI nelle riforme istituzionali, ma dopo che il 16 aprile 1988 Ruffilli fu assassinato dalle Brigate Rosse il progetto fallì. L'elezione di Forlani alla segreteria della DC a febbraio costrinse alle dimissioni De Mita che fu sostituito il 23 luglio 1989 dal sesto governo Andreotti. Il fatto che un tale progetto politico sembrasse non prevedere alternative suscitò tuttavia una sensazione di immobilismo, dando l'impressione che i partiti si accordassero tra loro indipendentemente dal resto del paese favorendo così il voto di protesta alle elezioni europee del 1989.

### La fine della guerra fredda

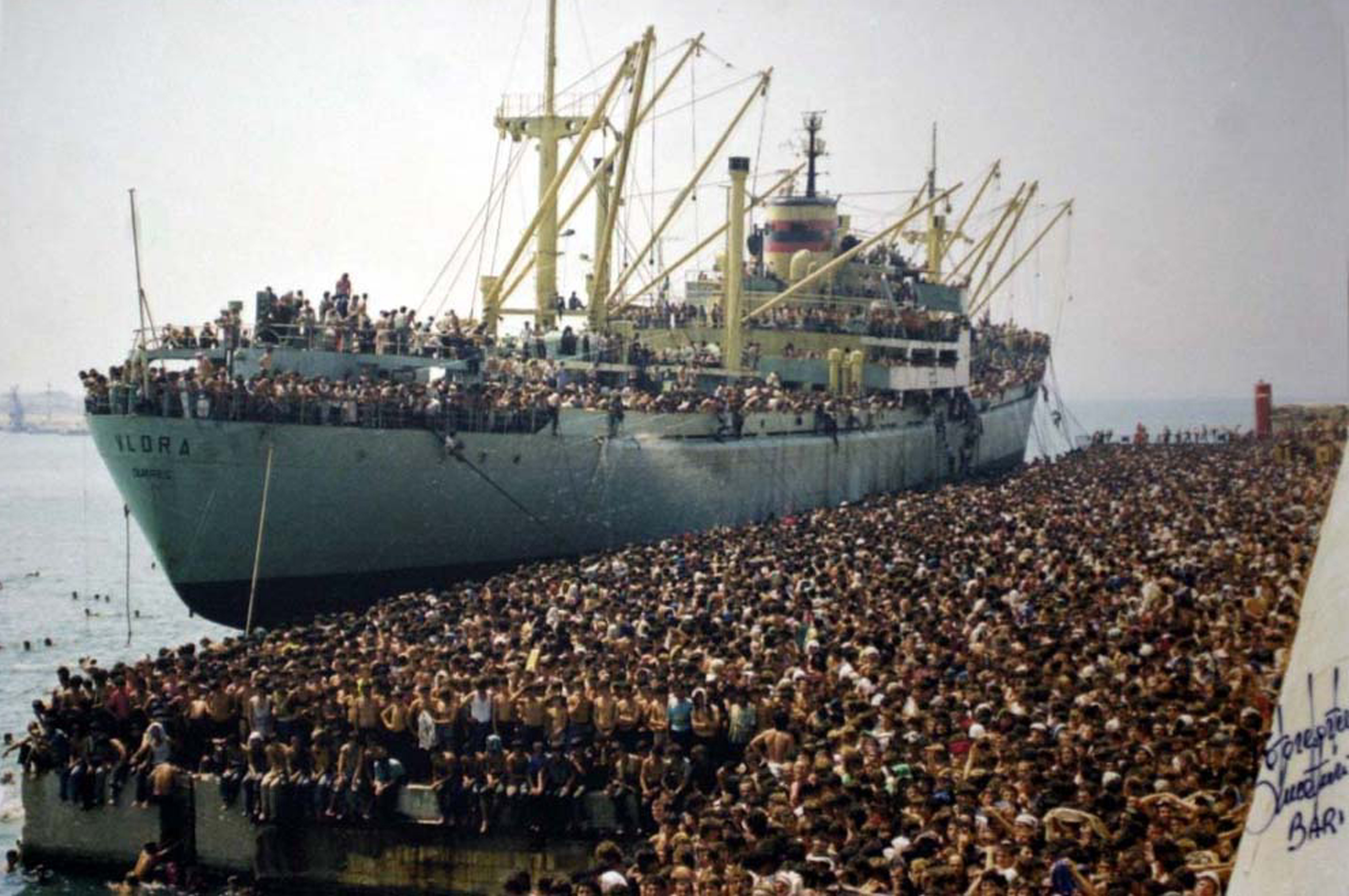
La Vlora carica di migranti albanesi al porto di Bari l'8 agosto 1991

Al momento dell'insediamento del sesto governo Andreotti, l'Unione Sovietica e i paesi del blocco orientale stavano attraversando un periodo forte crisi; la situazione precipitò il 9 novembre 1989, quando con la caduta muro di Berlino terminò di fatto la guerra fredda che aveva regolato gli equilibri internazionali fino a quel momento. La crisi del blocco orientale provocò a cascata lo scoppio delle guerre jugoslave e la caduta del comunismo in Albania, eventi che per la prima volta nella storia repubblicana diedero inizio a forti ondate migratorie dirette verso l'Italia; di particolare rilevanza fu l'approdo a Bari l'8 agosto 1991 della Vlora, una nave mercantile carica di circa 20000 migranti albanesi.

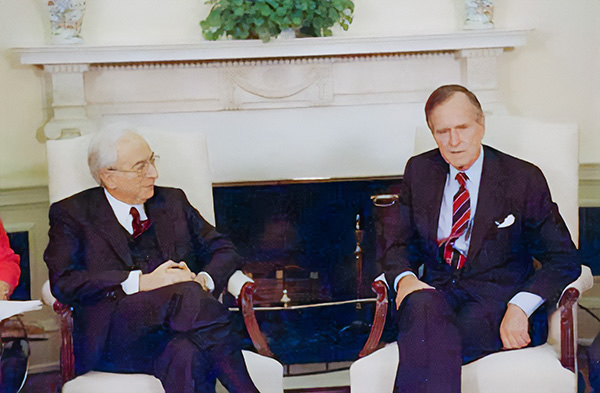
Francesco Cossiga con George H. W. Bush l'8 maggio 1991

La portata storica dell'evento colpì profondamente il Presidente della Repubblica Francesco Cossiga che sebbene avesse svolto il proprio ruolo con discrezione nei primi anni del proprio settennato, entrò in una fase di conflitto, spesso provocatoria e con una fortissima esposizione mediatica, verso il sistema dei partiti e la magistratura guadagnandosi così il soprannome di "picconatore". Mentre in Italia si era da poco concluso il campionato mondiale di calcio, il 9 ottobre 1990 furono ritrovati alcuni documenti relativi al caso Moro nei quali l'ex presidente del Consiglio criticava pesantemente la condotta di Francesco Cossiga, ministro dell'interno all'epoca del rapimento. Parallelamente le indagini della Commissione stragi presieduta da Libero Gualtieri relative alla strage di Ustica portarono alla luce le forti responsabilità dei vertici militari e della classe politica arrivando nuovamente a coinvolgere Cossiga, Presidente del Consiglio all'epoca dei fatti. Lo scandalo più eclatante però fu la scoperta dell'organizzazione Gladio, una milizia clandestina pronta a intervenire in caso il PCI avesse preso il potere e nella quale Cossiga svolse un ruolo attivo mentre ricopriva la carica di sottosegretario alla difesa. Cossiga minacciò l'autosospensione dalla carica, rallentando i questo modo le indagini e rivendicò senza remore il suo ruolo all'interno di Gladio autodenunciandosi.
Cossiga con i suoi interventi si fece promotore di riforme istituzionali nell'ottica di ridurre l'indipendenza della magistratura e di trasformare l'ordinamento repubblicano in senso presidenzialista, posizione ribadita nel maggio del 1991 durante la sua visita negli Stati Uniti d'America e sostenuta sia dal PSI di Craxi che dall'MSI di Fini che organizzò manifestazioni a sostegno di Cossiga. Per far fronte alla crisi della politica, l'emergente leader Mario Segni propose dei referendum per abolire il voto proporzionale, ritenuto una delle cause di quella paralisi: il primo passo in questa direzione fu la proposta di introduzione della preferenza unica. Sul referendum la DC lasciò libertà di voto, mentre Craxi nella speranza di non raggiungere il quorum invitò i cittadini ad «andare al mare»; l'atteggiamento del PSI però catalizzò l'opinione pubblica e con oltre il 62% di affluenza e il 95% di favorevoli il referendum del 9 giugno 1991 fu approvato.

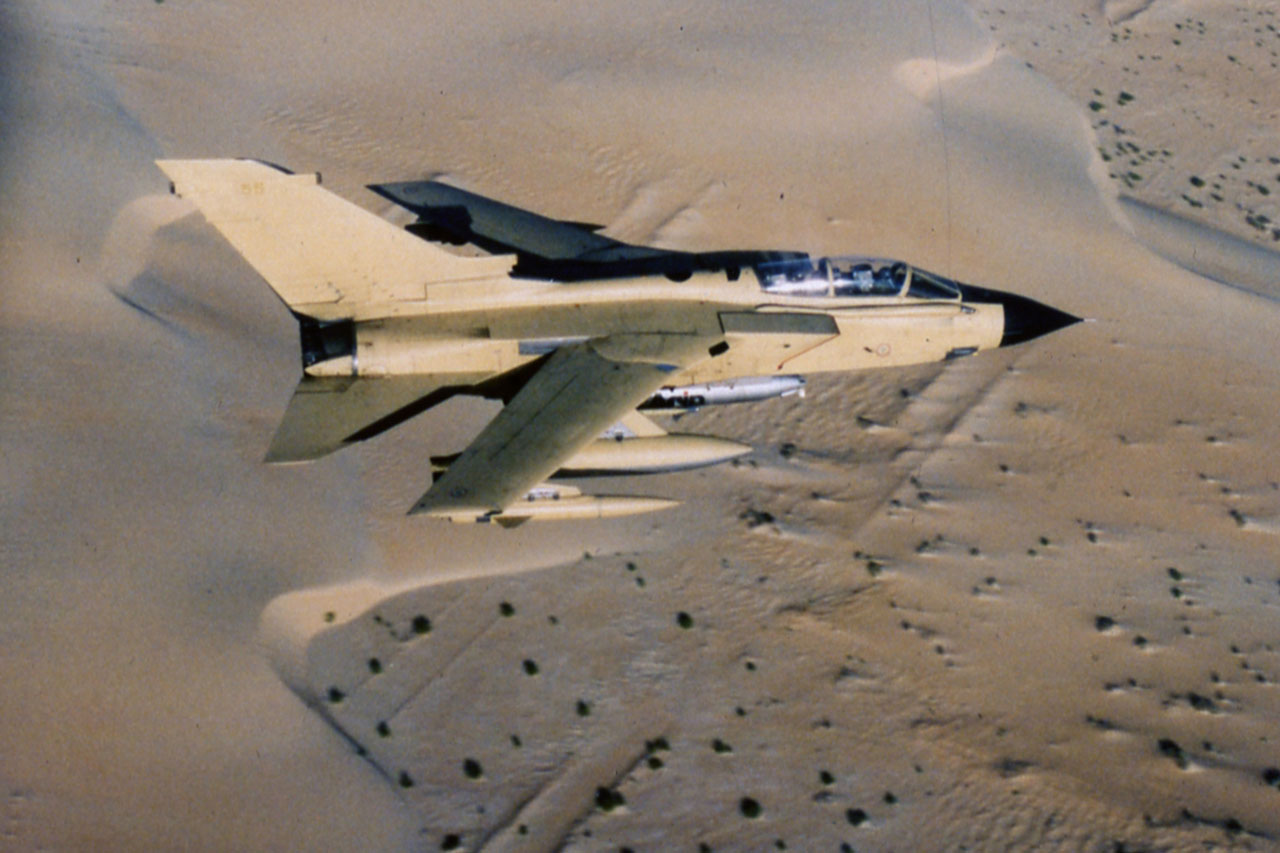
Tornado italiano impiegato nell'operazione Locusta del 1991

In conseguenza al processo della riunificazione tedesca il governo Andreotti convocò un Consiglio europeo straordinario nell'ottobre del 1990 spingendo per l'unione economica e politica degli stati della Comunità europea, posizione ribadita anche nel successivo incontro di dicembre tenutosi sempre a Roma. Con l'invasione del Kuwait da parte dell'Iraq di Saddam Hussein avvenuta il 2 agosto 1990 gli Stati Uniti d'America e il Regno Unito optarono per l'intervento militare, mentre l'Italia preferì percorrere la proposta negoziale della Francia. Con l'inizio delle operazioni militari della guerra dl Golfo però il governo optò per l'invio di un contingente militare provocando la protesta del mondo cattolico e dell'opposizione comunista, ad eccezione della corrente "migliorista" di Giorgio Napolitano.

### Lo scioglimento del PCI e l'ascesa della Lega Nord

Achille Occhetto con Walter Veltroni poco prima dello scioglimento del PCI

Tre giorni dopo la caduta del muro di Berlino Achille Occhetto, da poco più di un anno divenuto segretario del PCI, annunciò il 12 novembre 1989 la "svolta della Bolognina" che comportava l'abbandono della tradizione comunista e l'avvio alla socialdemocrazia. Venuta meno la "questione morale" e il "fattore K", ovvero l'impedimento del PCI ad avere accesso al governo per il suo legame con L'Unione Sovietica, sembrarono aprirsi nuovi spazi di intesa tra il PSI e il PCI, ma il rapporto travagliato tra i due partiti che si era andato deteriorando lungo tutto il decennio fece ben presto naufragare una tale prospettiva. Nel novembre 1990 Occhetto annunciò il cambio di nome del PCI che si sarebbe chiamato Partito Democratico della Sinistra (PDS), evitando la denominazione "socialista" e prefigurando già in questo modo la chiusura di ogni possibilità di intesa col PSI. Nonostante gli umori contrari della base, il 3 febbraio 1991 il PCI deliberò il proprio scioglimento provocando la scissione di Armando Cossutta e Fausto Bertinotti che fondarono il Partito della Rifondazione Comunista (PRC). Il perdurare del gelo nei rapporti tra PSI e PDS e la conseguente impossibilità di costruire un blocco di sinistra alternativo alla DC, costrinse il PSI a proseguire l'alleanza con la DC.

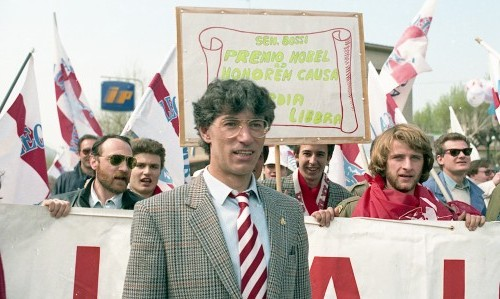
Umberto Bossi, presidente della Lega Nord, durante la rievocazione del giuramento di Pontida il 25 marzo 1990

Un altro elemento di novità nel panorama politico nazionale fu costituito dall'ascesa delle leghe regionali nei territori a maggioranza democristiana dell'Italia settentrionale. Dopo l'elezione nel 1983 di alcuni esponenti della Liga Veneta, nel 1987 fu la volta della Lega Lombarda di Umberto Bossi che risultò eletto al senato e per questo da allora soprannominato senatùr. Alle elezioni europee del 1989 fu presentata la Lega Lombarda - Alleanza Nord, una lista che riuniva in un'unica coalizione le diverse anime dell'indipendentismo padano e che prefigurava la nascita di un nuovo soggetto politico, la Lega Nord. La Lega Nord si fece portatrice della protesta nei confronti della corruzione e della partitocrazia, esaltando l'imprenditoria delle regioni settentrionali e creando una nuova polarizzazione nei confronti di meridionali e immigrati.

### La lotta alla mafia

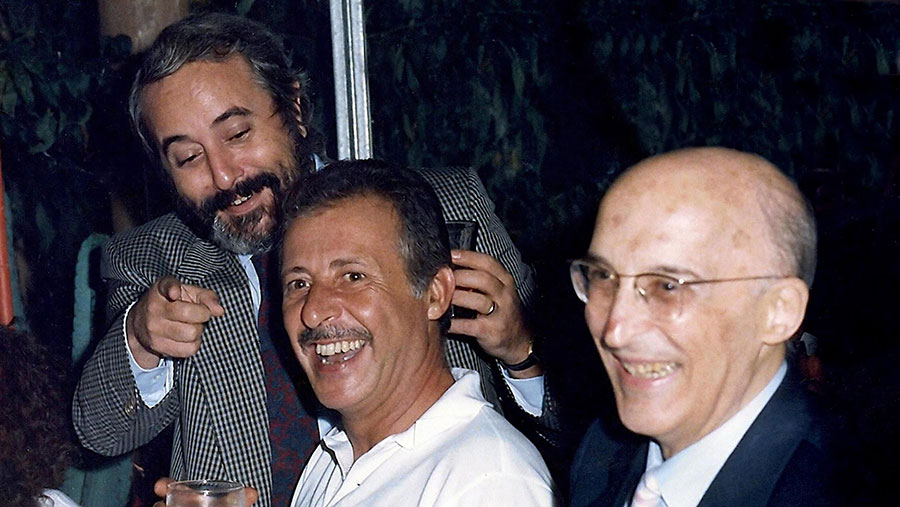
I magistrati del pool antimafia: Giovanni Falcone, Paolo Borsellino e Antonino Caponnetto

La collaborazione del pool antimafia con le autorità statunitensi nelle inchieste della Pizza connection consentì ai magistrati italiani di reperire nuove importanti informazioni relative alle attività criminali di cosa nostra. In seguito all'acquisizione delle testimonianze dei boss pentiti Salvatore Contorno e Tommaso Buscetta da parte del magistrato Giovanni Falcone e grazie stretta collaborazione di Paolo Borsellino, le nuove indagini consentirono l'istruzione e allo svolgimento del maxiprocesso di Palermo. Il processo di primo grado cominciò il 10 febbraio 1986 nell'aula bunker del carcere dell'Ucciardone per poi concludersi il 16 dicembre 1987 con una sentenza esemplare che portò a 360 condanne e 19 ergastoli.
Il maxiprocesso rinnovò la fiducia nelle istituzioni da parte della società civile siciliana che diede luogo alla "primavera di Palermo", un periodo caratterizzato dal fiorire di iniziative politiche, sociali e culturali e dalla nascita di associazioni e comitati cittadini che promuovevano la cultura della legalità in contrasto con quella mafiosa. Il principale promotore di questo movimento fu il sindaco di Palermo Leoluca Orlando, esponente dell'ala sinistra della DC che in seguito a contrasti interni al partito decise di fuoriuscirne nel 1991 per fondare La Rete, un nuovo soggetto politico incentrato sulla lotta alla mafia che riuscì a raccogliere un discreto consenso.

## La fine della prima repubblica (1992-1994)

### Il nuovo panorama politico e il dissesto finanziario

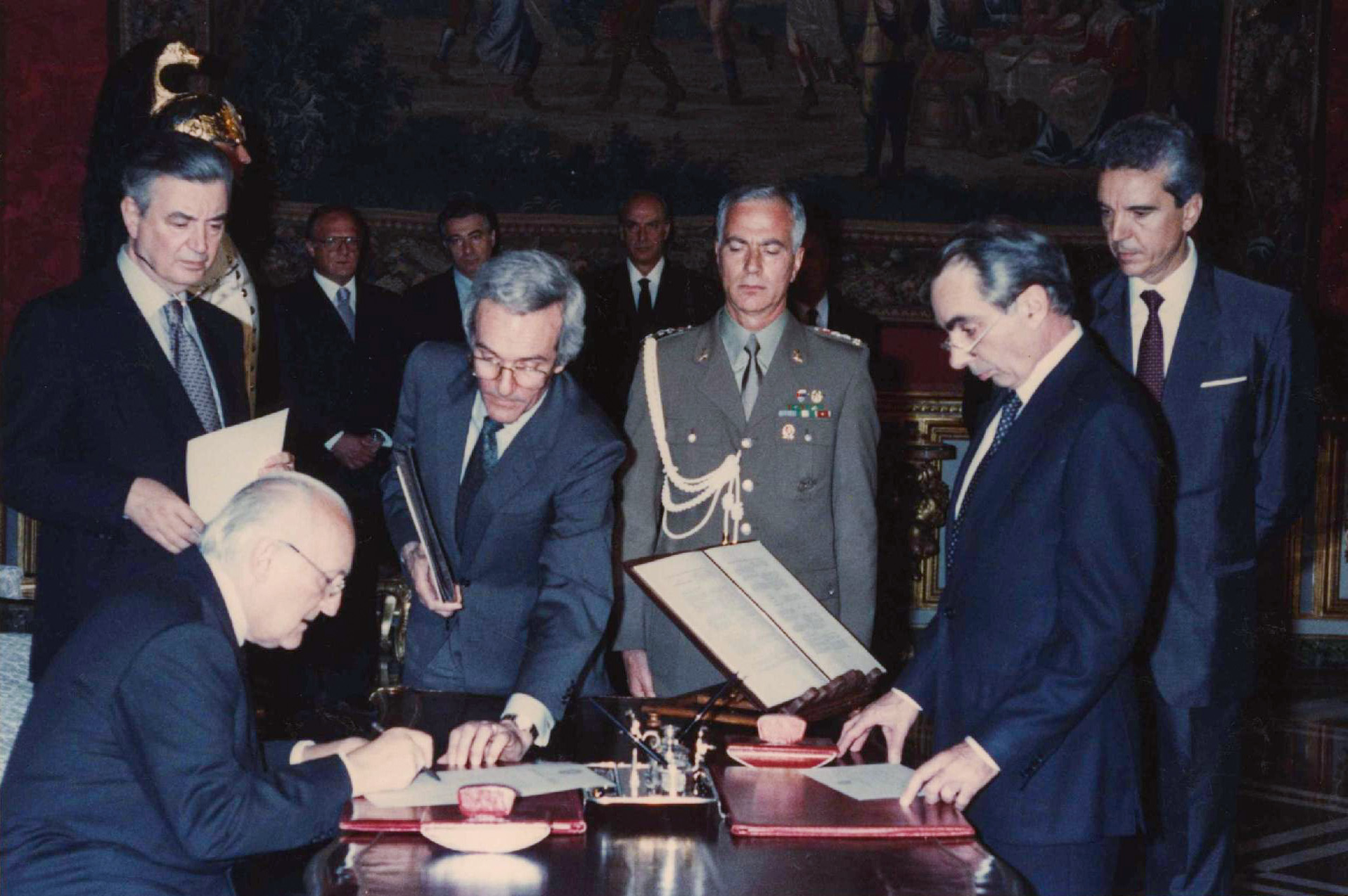
Oscar Luigi Scalfaro e Giuliano Amato il 28 giugno 1992 durante il giuramento del governo

A causa delle divergenze sulle riforme istituzionali interne all'esecutivo, i partiti di governo si accordarono con il Presidente della Repubblica Francesco Cossiga affinché sciogliesse le camere e convocasse elezioni anticipate. Alle elezioni politiche del 5 aprile 1992 la DC ottenne il minimo storico con meno del 30% dei suffragi pur conservando la maggioranza relativa, Il PSI subì una live flessione scendendo però sotto la soglia del 14%, mentre i piccoli partiti centristi (PRI, PLI e PSDI) rimasero sostanzialmente stabili. Per quanto riguarda le opposizioni il PDS raccolse circa il 16%, oltre dieci punti percentuali in meno del PCI che però furono in parte compensati dal 5,6% ottenuto dal PRC, ma la protagonista delle elezioni fu la Lega Nord con l'8,6% dei consensi. Dopo la messa in stato di accusa del Presidente della Repubblica alla fine del 1991 da parte del PDS, Cossiga decise in seguito allo svolgimento elezioni di anticipare di due mesi la scadenza naturale del suo settennato annunciando le dimissioni il 25 aprile 1992. L'elezione del Presidente della Repubblica si svolse in un clima di forte incertezza, ma alla fine col voto determinante del PDS il 28 maggio 1992 Oscar Luigi Scalfaro fu eletto Presidente della Repubblica e nell'arco di un mese fu costituito il primo governo guidato dal socialista Giuliano Amato e sostenuto da DC, PSI, PLI, e PSDI.

Grafico del cambio tra l'unità di conto europea (ECU) e la lira italiana (ITL) nel 1992

Il primo governo Amato fu caratterizzato dalla presenza di ministri e figure tecniche scelte direttamente dal Presidente del Consiglio, limitando così le interferenze da parte dei partiti. Con la firma del trattato di Maastricht il 7 febbraio 1992 e la conseguente adesione all'Unione europea l'Italia fu costretta a risanare i propri conti pubblici, dissestati dalle politiche economiche intraprese nei venti anni precedenti incentrate principalmente sull'aumento della spesa pensionistica e solo in parte dal miglioramento del sistema scolastico e sanitario. A causa dei sempre maggiori tassi d'interesse l'11 luglio il governo fu costretto a varare un decreto contenente misure urgenti per il risanamento della finanza pubblica: un'imposta immobiliare pari al 3‰ o al 2‰ del valore, un'imposta sui risparmi pari al 6‰, un consistente aumento delle imposte di bollo e la revisione del sistema pensionistico, con l'aumento delle quote contributive. In accordo con i rappresentanti delle maggiori organizzazioni sindacali dei lavoratori e dei datori di lavoro il 31 luglio 1992 il governo per ridurre l'inflazione e non aggravare ulteriormente la crisi finanziaria in corso abolì definitivamente la scala mobile. Il 4 settembre 1992 il tasso ufficiale di sconto della Banca d'Italia raggiunse il 15%, le speculazioni sul cambio della lira italiana si fecero sempre più frequenti e il 13 settembre la lira fu svalutata del 7% nei confronti dell'unità di conto europea (ECU) e mercoledì 16 settembre 1992 l'Italia sospese gli accordi europei di cambio necessari per la permanenza nel Sistema monetario europeo (SME) e di conseguenza anche gli interventi in difesa della lira; lo stesso giorno anche la sterlina britannica uscì dallo SME. Il 23 dicembre 1992 infine fu varata una legge finanziaria di grande portata contente misure correttive per 93000 miliardi di lire che prevedeva il blocco dei pensionamenti per anzianità per tutto il 1993, la riduzione della spesa sanitaria e il congelamento dei contratti della pubblica amministrazione.

### Le inchieste di "Mani pulite"

Craxi contestato fuori dall'Hotel Raphael di Roma il 30 aprile 1993 dopo la mancata autorizzazione a procedere nei suoi confronti

Parallelamente alla grave crisi finanziaria in corso l'opinione pubblica fu sempre più coinvolta dalle inchieste di "Mani pulite" relative al fenomeno delle tangenti per il finanziamento illecito ai partiti, da cui il nome dello scandalo "Tangentopoli". Lo scandalo iniziò il 17 febbraio 1992 quando il politico socialista, presidente del Pio Albergo Trivulzio di Milano, Mario Chiesa fu arrestato dopo essere stato colto in flagrante mentre accettava una tangente. Le rivelazioni di Chiesa allargarono ben presto le inchieste che arrivarono a coinvolgere tutte le maggiori personalità di spicco del PSI milanese e il 3 luglio 1992 in un celebre discorso al parlamento il segretario del PSI Bettino Craxi accusò pubblicamente tutti i maggiori partiti dell'arco parlamentare di essere coinvolti nel fenomeno. Il 15 dicembre Craxi fu raggiunto da un avviso di garanzia e dopo che nello scandalo fu coinvolto anche il suo delfino e ministro della giustizia Claudio Martelli, l'11 febbraio 1993 Craxi rassegnò le dimissioni da segretario del PSI.

La testimonianza di Arnaldo Forlani ad Antonio Di Pietro durante il processo Enimont il 17 dicembre 1993

L'inchiesta colpì di riflesso tutti i maggiori partiti del pentapartito e i loro segretari: nel febbraio del 1993 fu la volta Antonio Cariglia (PSDI), a marzo di Giorgio La Malfa (PRI) e Renato Altissimo (PLI), mentre ad aprile Arnaldo Forlani (DC); ad essere coinvolto dalle inchieste fu anche Primo Greganti, esponente del PDS. Con l'inquisizione di circa un terzo di tutti i parlamentari, l'opinione pubblica schierò dalla parte dei magistrati milanesi, in particolare il procuratore capo Francesco Saverio Borrelli e il sostituto procuratore Antonio Di Pietro. La principale inchiesta che coinvolse le maggiori personalità politiche e imprenditoriali dell'epoca fu quella relativa alla tangente Enimont che vide coinvolti l'imprenditore della chimica Raul Gardini e l'ex presidente dell'ENI Gabriele Cagliari, entrambi morti suicidi nel corso delle inchieste. Nei vari filoni delle inchieste oltre a numerosi politici di primo piano furono coinvolti anche i maggiori nomi dell'imprenditoria tra cui il presidente dell'IRI Franco Nobili, il costruttore Salvatore Ligresti, il presidente della Fininvest Silvio Berlusconi e i vertici della FIAT e del gruppo Ferruzzi.
Anche il governo fu duramente colpito dalle inchieste di "Mani pulite" che portarono alle dimissioni degli allora ministri Claudio Martelli (PSI), Francesco De Lorenzo (PLI), Giovanni Goria (DC) e Franco Reviglio (PSI), raggiunti dagli avvisi di garanzia. Per far fronte al dilagare di "Tangentopoli" nel marzo 1993 il governo Amato presentò il decreto Conso che mirava ad una "soluzione politica" del fenomeno depenalizzando il finanziamento illecito ai partiti, ma per la prima volta nella storia repubblicana il Presidente della Repubblica Scalfaro, sull'onda dalla contrarietà dell'opinione pubblica, rifiutò di firmarlo.

### Le stragi di mafia

La strage di Capaci in cui il 23 maggio 1992 fu assassinato il magistrato Giovanni Falcone

In seguito alla sentenza del 30 gennaio 1992 da parte della Corte suprema di cassazione relativa al maxiprocesso di Palermo l'attacco della mafia nei confronti delle istituzioni si fece sempre più minaccioso. Su ordine del capo di cosa nostra Totò Riina l'organizzazione criminale scatenò una rappresaglia non solo contro le famiglie dei pentiti, ma anche contro alcuni referenti politici colpevoli aver fatto mancare la consueta protezione nei loro confronti: il 12 marzo 1992 fu quindi assassinato il presidente della DC siciliana Salvo Lima. Il 23 maggio 1992 fu poi la volta del magistrato Giovanni Falcone, ucciso nella strage di Capaci con la moglie Francesca Morvillo e tre agenti della scorta (Vito Schifani, Rocco Dicillo, Antonio Montinaro) a causa della deflagrazione di una potentissima carica esplosiva, collocata sotto la carreggiata dell'autostrada A29. Il 19 luglio 1992 toccò infine a Paolo Borsellino, ucciso nella strage di via d'Amelio con gli agenti di scorta (Claudio Traina, Emanuela Loi, Agostino Catalano, Vincenzo Li Muli e Eddie Walter Cosina) in seguito all'esplosione di un'autobomba.

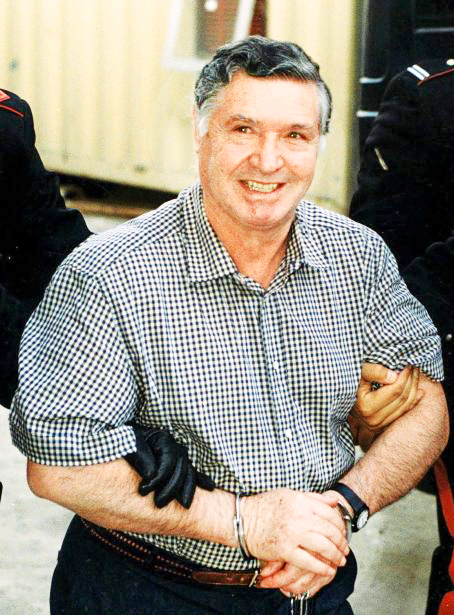
Totò Riina in seguito all'arresto avvenuto il 15 gennaio 1993

La risposta dello Stato alle stragi non si fece attendere, l'8 giugno 1992 fu introdotto nell'ordinamento penitenziario l'articolo 41-bis, un regime di carcere duro riservato ai detenuti di mafia; il 25 luglio 1992 il governo diede il via all'operazione Vespri siciliani autorizzando l'impiego dell'esercito in Sicilia con funzioni di ordine pubblico con lo scopo di liberare le forze di polizia, e dispose inoltre il trasferimento in blocco di circa cento detenuti mafiosi nelle carceri delle isole di Pianosa e dell'Asinara. In questo momento di grave difficoltà alcuni ufficiali del ROS dell'Arma dei Carabinieri tentarono di intavolare una trattativa con esponenti dell'organizzazione mafiosa, la cosiddetta trattativa Stato-mafia, con l'intenzione di porre fine agli omicidi e alla stragi in cambio dell'attenuazione dell'attività repressiva dello Stato. II 15 gennaio 1993 fu catturato il capo di cosa nostra Totò Riina e le bombe di mafia esplosero per la prima volta fuori dalla Sicilia. Il 14 maggio 1993 l'esplosione di un'autobomba fallì l'attentato di via Fauro contro il giornalista antimafia Maurizio Costanzo, mentre il 27 maggio sempre un'autobomba provocò la strage di via dei Georgofili a Firenze. Nella notte del 27 luglio 1993 avvenne la strage di via Palestro a Milano e quaranta minuti dopo fu la volta degli attentati alle chiese di Roma.
Il 4 maggio 1993 il senatore a vita Giulio Andreotti fu iscritto nel registro delle notizie di reato a causa dei suoi rapporti con la mafia siciliana tramite esponenti della sua corrente quali Vito Ciancimino e soprattutto Salvo Lima. Nel processo che ne seguì (processo Andreotti) fu provato, almeno fino alla primavera del 1980, un legame tra Andreotti e la mafia palermitana; il reato fu prescritto.

### Le prime elezioni col sistema maggioritario
Sull'onda del successo del referendum abrogativo del 1991, Mario Segni promosse nuovi referendum per modificare la legge elettorale in senso maggioritario e provocare un rinnovamento radicale nel sistema politico italiano. La consultazione referendaria che si tenne il 18 aprile del 1993 superò il quorum e si concluse con la vittoria del «sì», sancendo così la fine del sistema elettorale proporzionale e la nascita di un nuovo sistema politico basato sulle coalizioni e regolato da una nuova legge elettorale, il Mattarellum. Dinanzi ai nuovi scenari politici il governo Amato rassegnò le dimissioni, a questo subentrò un nuovo esecutivo guidato per la prima volta non da un parlamentare, ma dal governatore della Banca d'Italia Carlo Azeglio Ciampi. Favorito dai bassi tassi di interesse, il governo Ciampi si adoperò fin da subito a proseguire l'opera di risanamento dei conti pubblici, ponendo le basi per la privatizzazione delle imprese pubbliche italiane. La nuova legge elettorale a indirizzo maggioritario fu quindi sperimentata per la prima volta alle elezioni amministrative del 1993 che videro la vittoria delle liste di centro-sinistra in molte importati città, l'affermazione della Lega al Nord e dell'MSI al Centro e al Sud. Durante la campagna elettorale per l'elezione a sindaco di Roma che si disputava tra Francesco Rutelli per il centro-sinistra e il segretario dell'MSI Gianfranco Fini, Silvio Berlusconi in un'intervista rilasciata il 23 novembre 1993 affermò che avrebbe scelto quest'ultimo, prefigurando in questo modo il suo prossimo ingresso in politica. Alle dimissioni del governo Ciampi de 13 gennaio 1994 dovute alla conclusione dei compiti istituzionali, il Presidente della Repubblica Oscar Luigi Scalfaro sciolse le camere convocando elezioni anticipate per marzo.

Silvio Berlusconi alla convention di Forza Italia il 28 aprile 1994

il 18 gennaio 1994 la DC si divise nel Partito Popolare Italiano (PPI) e nel Centro Cristiano Democratico (CCD). Riprendendo il nome del primo partito cattolico italiano e confermando alla segreteria Mino Martinazzoli, il PPI si configurò fin dal principio come un partito centrista alternativo allo schema bipolare che si stava andando a creare, viceversa il CCD di Pier Ferdinando Casini, Francesco D'Onofrio e Clemente Mastella diede fornì la sua disponibilità ad aderire alla coalizione di centro-destra. Il 22 gennaio 1994 anche l'MSI di Gianfranco Fini si rinnovò confluendo in Alleanza Nazionale (AN), una lista elettorale di ispirazione conservatrice. Nasceva infine Forza Italia (FI), un movimento politico di stampo conservatore e liberale promosso da Silvio Berlusconi e finanziato tramite la Fininvest. Il nuovo sistema elettorale di tipo maggioritario portò alla formazione di tre coalizioni: il centro-destra guidato dal presidente di FI Silvio Berlusconi si presentò nei collegi del Nord unito nel Polo delle Libertà (FI, Lega e CCD) mentre al Centro e al Sud nel Polo del Buon Governo (FI, AN e CCD); Il centro-sinistra guidato dal segretario del PDS Achille Occhetto si coalizzò nell'Alleanza dei Progressisti (PDS, PRC, Alleanza Democratica, Verdi, PSI e La Rete); infine il centro di Mario Segni si coalizzò nel Patto per l'Italia (PPI e Patto Segni). Il vincitore delle elezioni risultò il centro-destra di Silvio Berlusconi che con la formazione del suo primo governo pose di fatto fine alla "prima repubblica".